# Ibrahim Hassan
Ibrahim Hassan (àrab: إبراهيم حسن)  (Helwan, 10 d'agost de 1966) fou un futbolista egipci de la dècada de 1990.
Fou internacional amb la selecció d'Egipte amb la qual participà en la Copa del Món de futbol de 1990.]
Pel que fa a clubs, destacà a Al Ahly, PAOK FC, Neuchâtel Xamax, Al Ain SCC, Zamalek SC i Al-Masry.
El seu germà bessó Hossam també fou futbolista professional.